# Коста Весковато (Алесандрија)
Коста Весковато (итал. Costa Vescovato) је насеље у Италији у округу Алесандрија, региону Пијемонт.
Према процени из 2011. у насељу је живело 90 становника. Насеље се налази на надморској висини од 288 м.

## Становништво
| 1931. | 1936. | 1951. | 1961. | 1971. | 1981. | 1991. | 2001. | 2011. |
| ----- | ----- | ----- | ----- | ----- | ----- | ----- | ----- | ----- |
| 947   | 877   | 818   | 693   | 557   | 444   | 363   | 347   | 357   |